# 2017年桃園電影節
2017桃園電影節於2017年5月12日至5月25日於臺灣桃園市舉行。
桃園市是一個幅員廣闊、族群多元、人口平均年齡相當年輕、工商業活動蓬勃的城市，在這裡舉辦桃園電影節，首要目標是文化生根，培養觀影人口，為本地創造優質的電影文化活動，讓桃園人每年都能在本地參與電影盛事；其次，透過臺灣獎的紀錄片競賽以及臺灣影人專題的深度介紹，彰顯臺灣電影的成就；透過亞洲紀錄影片與影人的邀約，讓桃園電影節成為亞洲紀錄影片的交流平臺，讓亞洲影片與影人在桃園聚會與交流。桃園電影節主張電影就在生活中，讓我們抱著開放的心胸和愉快的心情，一起來看電影。

## 臺灣獎-紀錄片競賽
2017桃園電影節「臺灣獎」競賽，每年遴選多元議題及美學形式15部臺灣紀錄片，無影片長度限制，由國內外影人與桃園公民擔任臺灣獎評審，提供多元視角，並透過交流與討論，推動桃園在地紀錄片的發展。第一屆「臺灣獎」競賽徵件於2017年1月23日起至3月3日止。

## 放映場所
- 桃園光影電影館（页面存档备份，存于）
- SBC星橋國際影城（页面存档备份，存于）